# N-Formilmetionina
L'N-formilmetionina, abreujada sovint com fMet, és un derivat de l'aminoàcid metionina en el qual un grup formil ha estat afegit al grup amino. Específicament es fa servir per a iniciar la síntesi proteica de bacteris i gens organulars, i es pot treure per modificació posttraduccional.
El fMet té un paper crucial en la síntesi de proteïnes dels bacteris, dels mitocondris i dels cloroplasts. Ni es fa servir en la síntesi citosòlica de proteïnes en els eucariotes. Tampoc és usat pels Archaea.
Pel fet que el fMet és present en les proteïnes fetes pels procariotes, però no pas en les dels eucariotes, el sistema immunitari la pot usar per a distingir les pròpies de les alienes. Les cèl·lules polimorfonuclears poden enllaçar les proteïnes que comencin amb fMet, i usar-les per iniciar la fagocitosi.